# Maillane

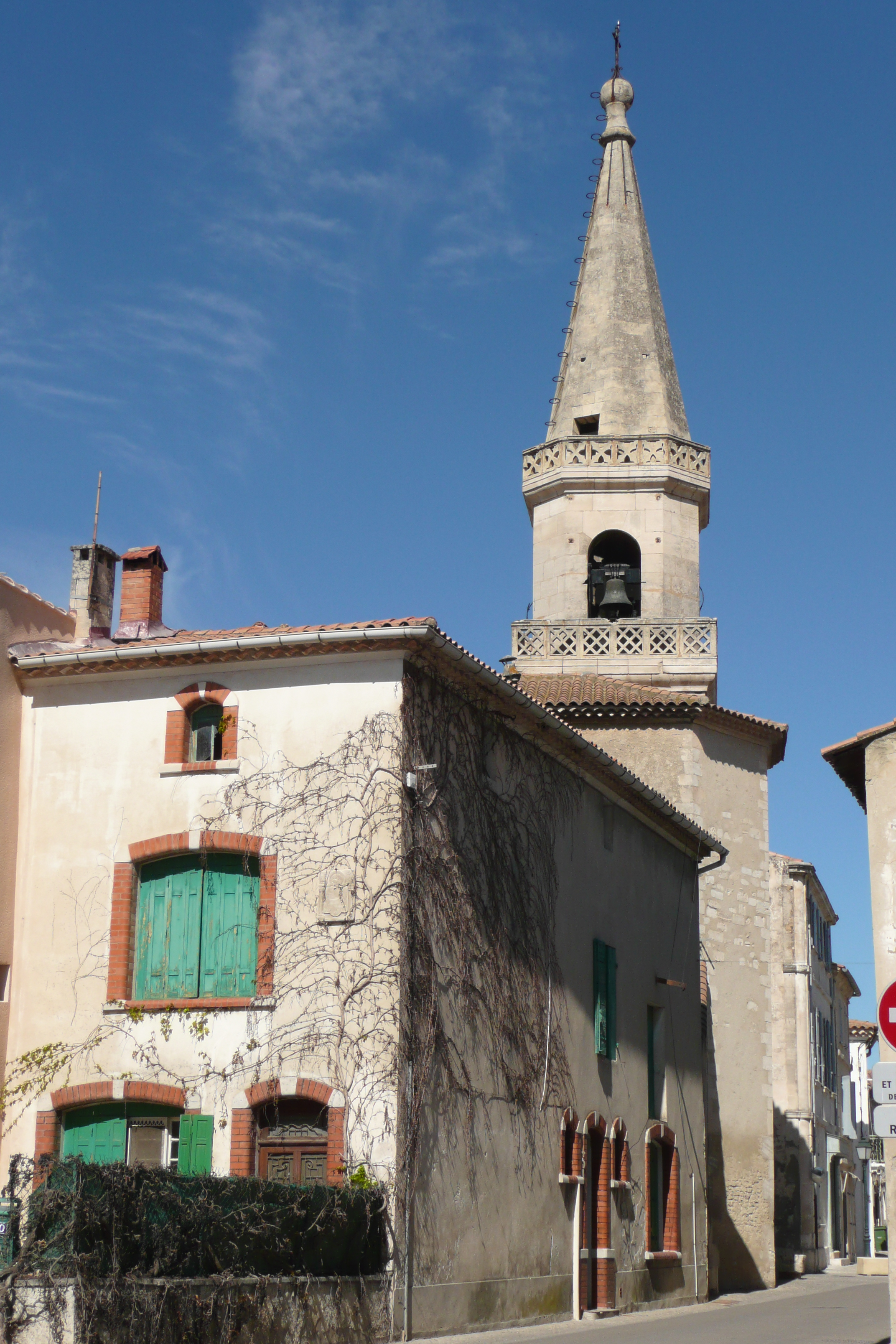
Kirche von Maillane

Maillane (okzitanisch Malhana) ist eine Gemeinde mit 2779 Einwohnern (Stand 1. Januar 2022) in Süd-Frankreich in der Region Provence-Alpes-Côte d’Azur im Département Bouches-du-Rhône im Arrondissement Arles im Kanton Saint-Rémy-de-Provence. Die Gemeinde ist Teil des Gemeindeverbandes  Terre de Provence.

## Geografische Lage
Der Ort liegt 15 Kilometer südlich von Avignon, sieben Kilometer nordwestlich von Saint-Rémy-de-Provence und drei Kilometer südöstlich von Graveson nordwestlich der Bergkette der Alpilles. Bis zu den Stränden der Camargue oder an die Côte Bleue sind es 60 Kilometer.

## Geschichte
Als 1854 in der Provence die Cholera herrschte, unternahmen am 18. August Bewohner des Ortes eine Bittprozession zur Ehre der Jungfrau Maria. Daraufhin nahm die Epidemie ein Ende. Seitdem findet alljährlich eine Prozession statt, bei der die Statue „Notre Dame de Grâce“ in Erinnerung an das Wunder rund um das Dorf getragen wird.

### Bevölkerungsentwicklung
| Jahr                       | 1962 | 1968 | 1975 | 1982 | 1990 | 1999 | 2009 | 2017 |
| Einwohner                  | 1354 | 1472 | 1430 | 1571 | 1664 | 1884 | 2283 | 2582 |
| Quellen: Cassini und INSEE |      |      |      |      |      |      |      |      |

## Wappen
Wappenbeschreibung: In Rot die silbernen Majuskeln JHS mit einem silbernen Kreuz mittig besteckt und im Schildfuß fünf silberne Passionsnägel in einem Punkt eingeschlagen.
Die Buchstaben werden gedeutet als „Jesus hominum Salvator“, also „Jesus, Erlöser der Menschen“.

## Sehenswürdigkeiten
- Pfarrkirche Sainte-Agathe; 13. Jahrhundert, erweitert im 17. Jahrhundert
- Musée Frédéric Mistral
- Tombeau de Mistral (auf dem Friedhof), eine Kopie des Grabmals von Jeanne Reine in Les Baux-de-Provence
- Maison du Lézard (Haus von F. Mistral, in der Nähe des Museums, heute Bibliothek und Tourismus-Büro; mit Sonnenuhr von 1903)

## Persönlichkeiten
- Frédéric Mistral (1830–1914), hier geborener Literaturnobelpreisträger von 1904
- Die provenzalische Adelsfamilie Les Porcellets